# Élections cantonales de 2004 dans le Pas-de-Calais
Les élections cantonales ont eu lieu les 21 et 28 mars 2004. 
Lors de ces élections, 38 des 77 cantons du Pas-de-Calais ont été renouvelés. Elles ont vu l'élection de la majorité socialiste dirigée par Dominique Dupilet, président du conseil général, prenant la suite de Roland Huguet, président depuis 1981.

## Contexte départemental

### Assemblée départementale sortante
Avant les élections, le conseil général du Pas-de-Calais est présidé par Roland Huguet (PS).  Il comprend 77 conseillers généraux issus des 77 cantons du Pas-de-Calais. 38 d'entre eux sont renouvelables lors de ces élections.
| Parti                              | Sigle | Élus |
| ---------------------------------- | ----- | ---- |
| Majorité (50 sièges)               |       |      |
| Parti socialiste                   | PS    | 35   |
| Parti communiste français          | PCF   | 15   |
| Opposition (27 sièges)             |       |      |
| Union pour un mouvement populaire  | UMP   | 11   |
| Divers droite                      | DVD   | 8    |
| Union pour la démocratie française | UDF   | 7    |
| Mouvement Démocrate                | MoDem | 1    |
| Président du conseil général       |       |      |
| Dominique Dupilet (PS)             |       |      |

## Résultats à l’échelle du département
Répartition départementale des résultats (2e tour).
- PCF (9,44 %)
- PS (56,12 %)
- PRG (0,79 %)
- DVG (2,27 %)
- UMP (15,36 %)
- UDF (8,79 %)
- DVD (2,12 %)
- FN (5,11 %)

| Étiquette      | Étiquette                          | Premier tour | Premier tour | Second tour | Second tour | Sièges |
| Étiquette      | Étiquette                          | Voix         | %            | Voix        | %           | Sièges |
| -------------- | ---------------------------------- | ------------ | ------------ | ----------- | ----------- | ------ |
|                | Parti socialiste                   | 118 422      | 34,74        | 169 806     | 56,12       | 26     |
|                | Parti communiste français          | 50 841       | 14,91        | 28 569      | 9,44        | 5      |
|                | Extrême gauche                     | 17 569       | 5,15         |             |             |        |
|                | Les Verts                          | 16 897       | 4,96         |             |             |        |
|                | Divers gauche                      | 5 929        | 1,74         | 6 864       | 2,27        | 0      |
|                | Parti radical de gauche            | 1 484        | 0,44         | 2 385       | 0,79        | 1      |
| Gauche         | Gauche                             | 211 142      | 61,94        | 207 624     | 68,62       | 32     |
|                |                                    |              |              |             |             |        |
|                | Front national                     | 48 824       | 14,32        | 15 456      | 5,11        | 0      |
|                | Union pour un mouvement populaire  | 47 621       | 13,97        | 46 476      | 15,36       | 4      |
|                | Union pour la démocratie française | 20 954       | 6,15         | 26 606      | 8,79        | 1      |
|                | Divers droite                      | 8 598        | 2,52         | 6 412       | 2,12        | 1      |
| Droite         | Droite                             | 125 997      | 36,96        | 94 950      | 31,38       | 6      |
|                |                                    |              |              |             |             |        |
|                | Divers                             | 2 617        | 0,77         |             |             |        |
|                | Écologistes divers                 | 1 155        | 0,34         |             |             |        |
|                |                                    |              |              |             |             |        |
| Inscrits       | Inscrits                           | 552 663      | 100,00       | 517 036     | 100,00      |        |
| Abstention     | Abstention                         | 194 131      | 35,13        | 177 560     | 34,34       |        |
| Votants        | Votants                            | 358 532      | 64,87        | 339 476     | 65,66       |        |
| Blancs et nuls | Blancs et nuls                     | 17 621       | 4,91         | 36 902      | 10,87       |        |
| Exprimés       | Exprimés                           | 340 911      | 95,09        | 302 574     | 89,13       |        |

### Résultats en nombre de sièges
| Parti | Sièges mis en jeu | Élus | Évolution |
| ----- | ----------------- | ---- | --------- |
| PS    | 17                | 26   | +9        |
| PRG   | 0                 | 1    | +1        |
| DVD   | 0                 | 1    | +1        |
| UMP   | 6                 | 4    | -2        |
| UDF   | 6                 | 1    | -5        |
| PCF   | 9                 | 5    | -4        |

### Assemblée départementale à l'issue des élections
| Parti                              | Sigle | Élus |
| ---------------------------------- | ----- | ---- |
| Majorité (56 sièges)               |       |      |
| Parti socialiste                   | PS    | 44   |
| Parti communiste français          | PCF   | 11   |
| Parti radical de gauche            | PRG   | 1    |
| Opposition (21 sièges)             |       |      |
| Union pour un mouvement populaire  | UMP   | 9    |
| Divers droite                      | DVD   | 9    |
| Mouvement Démocrate                | MoDem | 2    |
| Union pour la démocratie française | UDF   | 1    |
| Président du conseil général       |       |      |
| Dominique Dupilet (PS)             |       |      |

### Élus par canton
| Canton                      | Conseiller sortant   | Parti | Parti | Conseiller élu         | Parti | Parti |
| --------------------------- | -------------------- | ----- | ----- | ---------------------- | ----- | ----- |
| Ardres                      | Bernard Carpentier   |       | UMP   | Bernard Carpentier     |       | UMP   |
| Arques                      | Michel Lefait        |       | PS    | Michel Lefait          |       | PS    |
| Arras-Nord                  | Jean-Pierre Deleury  |       | PS    | Jean-Pierre Deleury    |       | PS    |
| Arras-Ouest                 | Denise Bocquillet    |       | UDF   | Alain Fauquet          |       | PS    |
| Arras-Sud                   | Jean-Louis Cottigny  |       | PS    | Jean-Louis Cottigny    |       | PS    |
| Audruicq                    | Albert Doublet*      |       | UMP   | Olivier Majewicz       |       | PS    |
| Avesnes-le-Comte            | Louis Petit          |       | UDF   | Jean-Pierre Defontaine |       | PRG   |
| Avion                       | Jacques Robitail     |       | PCF   | Jacques Robitail       |       | PCF   |
| Barlin                      | Michel Dagbert       |       | PS    | Michel Dagbert         |       | PS    |
| Beaumetz-lès-Loges          | Michel Petit         |       | UMP   | Michel Petit           |       | UMP   |
| Berck                       | Jean-Marie Krajewski |       | PS    | Jean-Marie Krajewski   |       | PS    |
| Béthune-Est                 | André Delory*        |       | PS    | Raymond Gaquère        |       | PS    |
| Béthune-Sud                 | Alain Delannoy       |       | PS    | Alain Delannoy         |       | PS    |
| Boulogne-sur-Mer-Nord-Ouest | Dominique Dupilet    |       | PS    | Dominique Dupilet      |       | PS    |
| Boulogne-sur-Mer-Sud        | Alain Oguer          |       | PS    | Alain Oguer            |       | PS    |
| Calais-Centre               | Philippe Vasseur     |       | PS    | Philippe Vasseur       |       | PS    |
| Calais-Est                  | Serge Péron          |       | PS    | Serge Péron            |       | PS    |
| Calais-Nord-Ouest           | Gisèle Cocquerelle   |       | PCF   | André Ségard           |       | PS    |
| Calais-Sud-Est              | Marcel Levaillant    |       | PCF   | Marcel Levaillant      |       | PCF   |
| Cambrin                     | Jean-Marc Déalet     |       | PCF   | Odette Duriez          |       | PS    |
| Campagne-lès-Hesdin         | Ghislain Tétard      |       | UMP   | Ghislain Tétard        |       | UMP   |
| Carvin                      | Odette Dauchet       |       | PCF   | Daniel Maciejasz       |       | PS    |
| Dainville                   | Françoise Rossignol  |       | PS    | Françoise Rossignol    |       | PS    |
| Desvres                     | Brigitte de Prémont  |       | UMP   | Claude Prudhomme       |       | PS    |
| Douvrin                     | Rémy Auchedé*        |       | PCF   | Fabien Pruvot          |       | PS    |
| Étaples                     | Lucile Bigot         |       | UDF   | Lucile Bigot           |       | UDF   |
| Fauquembergues              | Alain Méquignon      |       | PS    | Alain Méquignon        |       | PS    |
| Houdain                     | Marcel Wacheux*      |       | PS    | Alain Wacheux          |       | PS    |
| Lens-Nord-Est               | Jean-Claude Bois*    |       | PS    | Marie-Paule Ledent     |       | PS    |
| Liévin-Sud                  | Danielle Darras*     |       | PS    | Laurent Duporge        |       | PS    |
| Lillers                     | Lucien Andriès       |       | PCF   | Lucien Andriès         |       | PCF   |
| Montigny-en-Gohelle         | Jean-Marie Picque    |       | PS    | Jean-Marie Picque      |       | PS    |
| Le Parcq                    | Joseph Morgant       |       | DVD   | Jean-Claude Darque     |       | DVD   |
| Le Portel                   | Laurent Feutry       |       | UDF   | Frédéric Cuvillier     |       | PS    |
| Rouvroy                     | Dominique Watrin     |       | PCF   | Dominique Watrin       |       | PCF   |
| Saint-Pol-sur-Ternoise      | Georges Debret*      |       | UDF   | Maurice Louf           |       | PS    |
| Vimy                        | Lionel Lancry        |       | UMP   | Lionel Lancry          |       | UMP   |
| Vitry-en-Artois             | Martial Stienne      |       | PCF   | Martial Stienne        |       | PCF   |

*Conseillers généraux sortants ne se représentant pas

## Résultats par canton

### Canton d'Ardres
- Conseiller sortant : Bernard Carpentier (UMP)

| Candidats      | Candidats           | Étiquette      | Premier tour | Premier tour | Second tour | Second tour |
| Candidats      | Candidats           | Étiquette      | Voix         | %            | Voix        | %           |
| -------------- | ------------------- | -------------- | ------------ | ------------ | ----------- | ----------- |
|                | Bernard Carpentier* | UMP            | 3 908        | 43,49        | 5 005       | 54,66       |
|                | Jacques François    | PS             | 2 407        | 26,79        | 4 151       | 45,34       |
|                | Philippe Verhille   | FN             | 1 292        | 14,38        |             |             |
|                | Thierry Poussiere   | PCF            | 690          | 7,68         |             |             |
|                | Annie Vermeulen     | LO             | 688          | 7,66         |             |             |
|                |                     |                |              |              |             |             |
| Inscrits       | Inscrits            | Inscrits       | 13 890       | 100,00       | 13 888      | 100,00      |
| Abstention     | Abstention          | Abstention     | 4 341        | 31,25        | 3 913       | 28,18       |
| Votants        | Votants             | Votants        | 9 549        | 68,75        | 9 975       | 71,82       |
| Blancs et nuls | Blancs et nuls      | Blancs et nuls | 564          | 5,91         | 819         | 8,21        |
| Exprimés       | Exprimés            | Exprimés       | 8 985        | 94,09        | 9 156       | 91,79       |

*sortant

### Canton d'Arques
- Conseiller sortant : Michel Lefait (PS)

| Candidats      | Candidats         | Étiquette      | Premier tour | Premier tour |
| Candidats      | Candidats         | Étiquette      | Voix         | %            |
| -------------- | ----------------- | -------------- | ------------ | ------------ |
|                | Michel Lefait*    | PS             | 5 503        | 62,81        |
|                | Bernard Veys      | UMP            | 1 384        | 15,80        |
|                | Séverine Leturque | FN             | 1 189        | 13,57        |
|                | Christian Gogibus | LO             | 480          | 5,48         |
|                | Alain Labarre     | PCF            | 205          | 2,34         |
|                |                   |                |              |              |
| Inscrits       | Inscrits          | Inscrits       | 14 241       | 100,00       |
| Abstention     | Abstention        | Abstention     | 4 751        | 33,36        |
| Votants        | Votants           | Votants        | 9 490        | 66,64        |
| Blancs et nuls | Blancs et nuls    | Blancs et nuls | 729          | 7,68         |
| Exprimés       | Exprimés          | Exprimés       | 8 761        | 92,32        |

*sortant

### Canton d'Arras-Nord
| Candidats      | Candidats            | Étiquette      | Premier tour | Premier tour | Second tour | Second tour |
| Candidats      | Candidats            | Étiquette      | Voix         | %            | Voix        | %           |
| -------------- | -------------------- | -------------- | ------------ | ------------ | ----------- | ----------- |
|                | Jean-Pierre Deleury* | PS             | 3 995        | 49,23        | 5 696       | 70,99       |
|                | Philippe Arvel       | UDF            | 1 492        | 18,39        | 2 328       | 29,01       |
|                | Henri Collas         | FN             | 1 055        | 13,00        |             |             |
|                | Roch Jullien         | Verts          | 621          | 7,65         |             |             |
|                | Marie-Thérèse Caron  | EXG            | 409          | 5,04         |             |             |
|                | Henri Lefebvre       | PCF            | 297          | 3,66         |             |             |
|                | Yann Osseyran        | DVG            | 246          | 3,03         |             |             |
|                |                      |                |              |              |             |             |
| Inscrits       | Inscrits             | Inscrits       | 13 082       | 100,00       | 13 082      | 100,00      |
| Abstention     | Abstention           | Abstention     | 4 559        | 34,85        | 4 401       | 33,64       |
| Votants        | Votants              | Votants        | 8 523        | 65,15        | 8 681       | 66,36       |
| Blancs et nuls | Blancs et nuls       | Blancs et nuls | 408          | 4,79         | 657         | 7,57        |
| Exprimés       | Exprimés             | Exprimés       | 8 115        | 95,21        | 8 024       | 92,43       |

*sortant

### Canton d'Arras-Ouest
| Candidats      | Candidats                 | Étiquette      | Premier tour | Premier tour | Second tour | Second tour |
| Candidats      | Candidats                 | Étiquette      | Voix         | %            | Voix        | %           |
| -------------- | ------------------------- | -------------- | ------------ | ------------ | ----------- | ----------- |
|                | Denise Bocquillet*        | UDF            | 3 134        | 36,86        | 4 193       | 48,22       |
|                | Alain Fauquet             | PS             | 2 683        | 31,55        | 4 502       | 51,78       |
|                | Francis Macron            | FN             | 1 078        | 12,68        |             |             |
|                | Jean-Pierre Juilien       | Verts          | 666          | 7,83         |             |             |
|                | Pietro Vairo              | EXG            | 406          | 4,77         |             |             |
|                | Michella Van D'Huynslager | PCF            | 373          | 4,39         |             |             |
|                | Robert Roche              | DVG            | 163          | 1,92         |             |             |
|                |                           |                |              |              |             |             |
| Inscrits       | Inscrits                  | Inscrits       | 13 866       | 100,00       | 13 866      | 100,00      |
| Abstention     | Abstention                | Abstention     | 4 897        | 35,32        | 4 628       | 33,38       |
| Votants        | Votants                   | Votants        | 8 969        | 64,68        | 9 238       | 66,62       |
| Blancs et nuls | Blancs et nuls            | Blancs et nuls | 466          | 5,20         | 543         | 5,88        |
| Exprimés       | Exprimés                  | Exprimés       | 8 503        | 94,80        | 8 695       | 94,12       |

*sortant

### Canton d'Arras-Sud
| Candidats      | Candidats              | Étiquette      | Premier tour | Premier tour | Second tour | Second tour |
| Candidats      | Candidats              | Étiquette      | Voix         | %            | Voix        | %           |
| -------------- | ---------------------- | -------------- | ------------ | ------------ | ----------- | ----------- |
|                | Jean-Louis Cottigny*   | PS             | 5 713        | 39,21        | 8 859       | 61,83       |
|                | Thierry Spas           | UDF            | 3 526        | 24,20        | 5 470       | 38,17       |
|                | Marie-Christine Duriez | FN             | 1 965        | 13,49        |             |             |
|                | Alain Sellier          | Verts          | 1 506        | 10,34        |             |             |
|                | Daniel Dupont          | PCF            | 963          | 6,61         |             |             |
|                | Nadine Lemesre         | EXG            | 898          | 6,16         |             |             |
|                |                        |                |              |              |             |             |
| Inscrits       | Inscrits               | Inscrits       | 22 743       | 100,00       | 22 743      | 100,00      |
| Abstention     | Abstention             | Abstention     | 7 364        | 32,38        | 6 863       | 30,18       |
| Votants        | Votants                | Votants        | 15 379       | 67,62        | 15 880      | 69,82       |
| Blancs et nuls | Blancs et nuls         | Blancs et nuls | 808          | 5,25         | 1 551       | 9,77        |
| Exprimés       | Exprimés               | Exprimés       | 14 571       | 94,75        | 14 329      | 90,23       |

*sortant

### Canton d'Audruicq
| Candidats      | Candidats          | Étiquette      | Premier tour | Premier tour | Second tour | Second tour |
| Candidats      | Candidats          | Étiquette      | Voix         | %            | Voix        | %           |
| -------------- | ------------------ | -------------- | ------------ | ------------ | ----------- | ----------- |
|                | Olivier Majewicz   | PS             | 2 563        | 22,55        | 5 945       | 54,96       |
|                | Jean-Louis Richebe | DVG            | 1 743        | 15,33        | 4 871       | 45,04       |
|                | Olivier Planque    | UMP            | 1 707        | 15,02        |             |             |
|                | Philippe Naze      | FN             | 1 483        | 13,05        |             |             |
|                | Yves Engrand       | UMP            | 1 315        | 11,57        |             |             |
|                | Emmanuel Hertault  | UMP            | 1 217        | 10,71        |             |             |
|                | Didier Letren      | EXG            | 695          | 6,11         |             |             |
|                | Bernard Becquet    | DVG            | 421          | 3,70         |             |             |
|                | Michel Verclytte   | DVG            | 223          | 1,96         |             |             |
|                |                    |                |              |              |             |             |
| Inscrits       | Inscrits           | Inscrits       | 17 796       | 100,00       | 17 797      | 100,00      |
| Abstention     | Abstention         | Abstention     | 5 775        | 32,45        | 5 832       | 32,77       |
| Votants        | Votants            | Votants        | 12 021       | 67,55        | 11 965      | 67,23       |
| Blancs et nuls | Blancs et nuls     | Blancs et nuls | 654          | 5,44         | 1 149       | 9,60        |
| Exprimés       | Exprimés           | Exprimés       | 11 367       | 94,56        | 10 816      | 90,40       |

### Canton d'Avesnes-le-Comte
| Candidats      | Candidats               | Étiquette      | Premier tour | Premier tour | Second tour | Second tour |
| Candidats      | Candidats               | Étiquette      | Voix         | %            | Voix        | %           |
| -------------- | ----------------------- | -------------- | ------------ | ------------ | ----------- | ----------- |
|                | Jean-Pierre Defontaine  | PRG            | 1 315        | 28,22        | 2 385       | 50,47       |
|                | Alain Laversin          | UMP            | 1 226        | 26,31        | 2 341       | 49,53       |
|                | Christian Petit         | UDF            | 588          | 12,62        |             |             |
|                | Monique Delevallet      | FN             | 562          | 12,06        |             |             |
|                | Marc Brevart            | DVG            | 347          | 7,45         |             |             |
|                | Serge Ravaux            | Verts          | 211          | 4,53         |             |             |
|                | Jean-Marc Maurice       | SE             | 184          | 3,95         |             |             |
|                | Michel Tomczak          | EXG            | 136          | 2,92         |             |             |
|                | Jean-Jacques Guillemant | PCF            | 90           | 1,93         |             |             |
|                |                         |                |              |              |             |             |
| Inscrits       | Inscrits                | Inscrits       | 6 650        | 100,00       | 6 651       | 100,00      |
| Abstention     | Abstention              | Abstention     | 1 732        | 26,05        | 1 529       | 22,99       |
| Votants        | Votants                 | Votants        | 4 918        | 73,95        | 5 122       | 77,01       |
| Blancs et nuls | Blancs et nuls          | Blancs et nuls | 259          | 5,27         | 396         | 7,73        |
| Exprimés       | Exprimés                | Exprimés       | 4 659        | 94,73        | 4 726       | 92,27       |

### Canton d'Avion
| Candidats      | Candidats         | Étiquette      | Premier tour | Premier tour | Second tour | Second tour |
| Candidats      | Candidats         | Étiquette      | Voix         | %            | Voix        | %           |
| -------------- | ----------------- | -------------- | ------------ | ------------ | ----------- | ----------- |
|                | Jacques Robitail* | PCF            | 3 692        | 39,59        | 6 907       | 100,00      |
|                | Hervé Poly        | PCF            | 1 955        | 20,96        | Retrait     | Retrait     |
|                | Laurent Brice     | FN             | 1 446        | 15,51        |             |             |
|                | Claudette Patyk   | PS             | 834          | 8,94         |             |             |
|                | Henri Lesage      | Verts          | 487          | 5,22         |             |             |
|                | Nicole Lecnik     | UMP            | 411          | 4,41         |             |             |
|                | Nathalie Hubert   | EXG            | 338          | 3,62         |             |             |
|                | Christian Guffroy | EXG            | 163          | 1,75         |             |             |
|                |                   |                |              |              |             |             |
| Inscrits       | Inscrits          | Inscrits       | 15 398       | 100,00       | 15 394      | 100,00      |
| Abstention     | Abstention        | Abstention     | 5 718        | 37,13        | 6 362       | 41,33       |
| Votants        | Votants           | Votants        | 9 680        | 62,87        | 9 032       | 58,67       |
| Blancs et nuls | Blancs et nuls    | Blancs et nuls | 354          | 3,66         | 2 125       | 23,53       |
| Exprimés       | Exprimés          | Exprimés       | 9 326        | 96,34        | 6 907       | 76,47       |

*sortant

### Canton de Barlin
| Candidats      | Candidats            | Étiquette      | Premier tour | Premier tour | Second tour | Second tour |
| Candidats      | Candidats            | Étiquette      | Voix         | %            | Voix        | %           |
| -------------- | -------------------- | -------------- | ------------ | ------------ | ----------- | ----------- |
|                | Michel Dagbert*      | PS             | 4 110        | 48,99        | 6 036       | 75,52       |
|                | Marion Auffray       | FN             | 1 111        | 13,24        | 1 957       | 24,48       |
|                | Jean-Paul Courchelle | PCF            | 1 098        | 13,09        |             |             |
|                | Annie Delannoy Jumez | UDF            | 849          | 10,12        |             |             |
|                | Patrice Besnard      | Verts          | 541          | 6,45         |             |             |
|                | Éric Robaszkiewicz   | EXG            | 419          | 4,99         |             |             |
|                | Michel Stefanski     | SE             | 262          | 3,12         |             |             |
|                |                      |                |              |              |             |             |
| Inscrits       | Inscrits             | Inscrits       | 13 698       | 100,00       | 13 698      | 100,00      |
| Abstention     | Abstention           | Abstention     | 4 963        | 36,23        | 5 059       | 36,93       |
| Votants        | Votants              | Votants        | 8 735        | 63,77        | 8 639       | 63,07       |
| Blancs et nuls | Blancs et nuls       | Blancs et nuls | 345          | 3,95         | 646         | 7,48        |
| Exprimés       | Exprimés             | Exprimés       | 8 390        | 96,05        | 7 993       | 92,52       |

*sortant

### Canton de Beaumetz-lès-Loges
| Candidats      | Candidats            | Étiquette      | Premier tour | Premier tour | Second tour | Second tour |
| Candidats      | Candidats            | Étiquette      | Voix         | %            | Voix        | %           |
| -------------- | -------------------- | -------------- | ------------ | ------------ | ----------- | ----------- |
|                | Michel Petit*        | UMP            | 3 240        | 47,33        | 4 177       | 60,55       |
|                | Nicolas Halipret     | PS             | 1 410        | 20,60        | 2 721       | 39,45       |
|                | Catherine Carvalho   | FN             | 842          | 12,30        |             |             |
|                | Michel Hanot         | DVG            | 577          | 8,43         |             |             |
|                | Christian Muchembled | Verts          | 383          | 5,60         |             |             |
|                | Brigitte Dailliez    | PCF            | 224          | 3,27         |             |             |
|                | Abmajid Belhadj      | EXG            | 169          | 2,47         |             |             |
|                |                      |                |              |              |             |             |
| Inscrits       | Inscrits             | Inscrits       | 9 532        | 100,00       | 9 532       | 100,00      |
| Abstention     | Abstention           | Abstention     | 2 325        | 24,39        | 2 177       | 22,84       |
| Votants        | Votants              | Votants        | 7 207        | 75,61        | 7 355       | 77,16       |
| Blancs et nuls | Blancs et nuls       | Blancs et nuls | 362          | 5,02         | 457         | 6,21        |
| Exprimés       | Exprimés             | Exprimés       | 6 845        | 94,98        | 6 898       | 93,79       |

*sortant

### Canton de Berck
| Candidats      | Candidats             | Étiquette      | Premier tour | Premier tour | Second tour | Second tour |
| Candidats      | Candidats             | Étiquette      | Voix         | %            | Voix        | %           |
| -------------- | --------------------- | -------------- | ------------ | ------------ | ----------- | ----------- |
|                | Jean-Marie Krajewski* | PS             | 5 304        | 48,62        | 7 004       | 62,22       |
|                | Bruno Cousein         | DVD            | 3 274        | 30,01        | 4 252       | 37,78       |
|                | Catherine Fichaux     | FN             | 1 075        | 9,85         |             |             |
|                | Jean-Pierre Level     | SE             | 521          | 4,78         |             |             |
|                | Patrick Macquet       | EXG            | 440          | 4,03         |             |             |
|                | Pascal Lecaille       | PCF            | 296          | 2,71         |             |             |
|                |                       |                |              |              |             |             |
| Inscrits       | Inscrits              | Inscrits       | 17 865       | 100,00       | 17 865      | 100,00      |
| Abstention     | Abstention            | Abstention     | 6 522        | 36,51        | 5 988       | 33,52       |
| Votants        | Votants               | Votants        | 11 343       | 63,49        | 11 877      | 66,48       |
| Blancs et nuls | Blancs et nuls        | Blancs et nuls | 433          | 3,82         | 621         | 5,23        |
| Exprimés       | Exprimés              | Exprimés       | 10 910       | 96,18        | 11 256      | 94,77       |

*sortant

### Canton de Béthune-Est
| Candidats      | Candidats            | Étiquette      | Premier tour | Premier tour | Second tour | Second tour |
| Candidats      | Candidats            | Étiquette      | Voix         | %            | Voix        | %           |
| -------------- | -------------------- | -------------- | ------------ | ------------ | ----------- | ----------- |
|                | Raymond Gaquère      | PS             | 3 533        | 37,32        | 6 150       | 66,21       |
|                | Jean-Pierre Deruelle | UDF            | 1 366        | 14,43        | 3 138       | 33,79       |
|                | Évelyne Geronnez     | FN             | 1 312        | 13,86        |             |             |
|                | Évelyne Gossart      | Verts          | 677          | 7,15         |             |             |
|                | Henri Tobo           | PCF            | 667          | 7,05         |             |             |
|                | Henri Boulet         | DVG            | 611          | 6,45         |             |             |
|                | Anne-Marie Duez      | DVD            | 510          | 5,39         |             |             |
|                | Claudine Bouyerden   | EXG            | 399          | 4,21         |             |             |
|                | Henri-Claude Honnart | SE             | 392          | 4,14         |             |             |
|                |                      |                |              |              |             |             |
| Inscrits       | Inscrits             | Inscrits       | 15 607       | 100,00       | 15 607      | 100,00      |
| Abstention     | Abstention           | Abstention     | 5 642        | 36,15        | 5 381       | 34,48       |
| Votants        | Votants              | Votants        | 9 965        | 63,85        | 10 226      | 65,52       |
| Blancs et nuls | Blancs et nuls       | Blancs et nuls | 498          | 5,00         | 938         | 9,17        |
| Exprimés       | Exprimés             | Exprimés       | 9 467        | 95,00        | 9 288       | 90,83       |

### Canton de Béthune-Sud
| Candidats      | Candidats           | Étiquette      | Premier tour | Premier tour | Second tour | Second tour |
| Candidats      | Candidats           | Étiquette      | Voix         | %            | Voix        | %           |
| -------------- | ------------------- | -------------- | ------------ | ------------ | ----------- | ----------- |
|                | Thierry Tassez      | PS             | 2 534        | 27,03        | 4 227       | 46,86       |
|                | Alain Delannoy*     | PS             | 2 241        | 23,90        | 4 794       | 53,14       |
|                | Catherine Mancheron | FN             | 1 163        | 12,41        |             |             |
|                | Daniel Rouge        | PCF            | 1 055        | 11,25        |             |             |
|                | Charles Duby        | UMP            | 1 026        | 10,94        |             |             |
|                | Jean-Paul Wallard   | EXG            | 428          | 4,57         |             |             |
|                | Renaud Silvestri    | Verts          | 345          | 3,68         |             |             |
|                | Franck Poteau       | SE             | 295          | 3,15         |             |             |
|                | Michel Hecquet      | ECO            | 288          | 3,07         |             |             |
|                |                     |                |              |              |             |             |
| Inscrits       | Inscrits            | Inscrits       | 15 248       | 100,00       | 15 248      | 100,00      |
| Abstention     | Abstention          | Abstention     | 5 399        | 35,41        | 5 240       | 34,37       |
| Votants        | Votants             | Votants        | 9 849        | 64,59        | 10 008      | 65,63       |
| Blancs et nuls | Blancs et nuls      | Blancs et nuls | 474          | 4,81         | 987         | 9,86        |
| Exprimés       | Exprimés            | Exprimés       | 9 375        | 95,19        | 9 021       | 90,14       |

*sortant

### Canton de Boulogne-sur-Mer-Nord-Ouest
| Candidats      | Candidats          | Étiquette      | Premier tour | Premier tour | Second tour | Second tour |
| Candidats      | Candidats          | Étiquette      | Voix         | %            | Voix        | %           |
| -------------- | ------------------ | -------------- | ------------ | ------------ | ----------- | ----------- |
|                | Dominique Dupilet* | PS             | 3 162        | 43,11        | 4 713       | 63,63       |
|                | Frédéric Wacheux   | UMP            | 1 093        | 14,90        | 2 694       | 36,37       |
|                | Michel Somville    | FN             | 926          | 12,63        |             |             |
|                | Charles Fontaine   | PCF            | 500          | 6,82         |             |             |
|                | Pascal Obry        | EXG            | 393          | 5,36         |             |             |
|                | Richard Honvault   | DVD            | 392          | 5,34         |             |             |
|                | Grégory Suslamare  | UDF            | 327          | 4,46         |             |             |
|                | Denis Buhagiar     | Verts          | 289          | 3,94         |             |             |
|                | Miguel Torrès      | ECO            | 252          | 3,44         |             |             |
|                |                    |                |              |              |             |             |
| Inscrits       | Inscrits           | Inscrits       | 13 518       | 100,00       | 13 518      | 100,00      |
| Abstention     | Abstention         | Abstention     | 5 892        | 43,59        | 5 640       | 41,72       |
| Votants        | Votants            | Votants        | 7 626        | 56,41        | 7 878       | 58,28       |
| Blancs et nuls | Blancs et nuls     | Blancs et nuls | 292          | 3,83         | 471         | 5,98        |
| Exprimés       | Exprimés           | Exprimés       | 7 334        | 96,17        | 7 407       | 94,02       |

*sortant

### Canton de Boulogne-sur-Mer-Sud
| Candidats      | Candidats         | Étiquette      | Premier tour | Premier tour | Second tour | Second tour |
| Candidats      | Candidats         | Étiquette      | Voix         | %            | Voix        | %           |
| -------------- | ----------------- | -------------- | ------------ | ------------ | ----------- | ----------- |
|                | Alain Oguer*      | PS             | 4 494        | 44,54        | 6 825       | 68,44       |
|                | Bernard Delpierre | UMP            | 1 566        | 15,52        | 3 147       | 31,56       |
|                | Nicolas Cotte     | FN             | 1 231        | 12,20        |             |             |
|                | Christian Ponche  | DVD            | 1 056        | 10,47        |             |             |
|                | Jean Laplace      | PCF            | 661          | 6,55         |             |             |
|                | Vincent Becu      | Verts          | 596          | 5,91         |             |             |
|                | Nicolas Fournier  | EXG            | 486          | 4,82         |             |             |
|                |                   |                |              |              |             |             |
| Inscrits       | Inscrits          | Inscrits       | 16 808       | 100,00       | 16 808      | 100,00      |
| Abstention     | Abstention        | Abstention     | 6 376        | 37,93        | 6 088       | 36,22       |
| Votants        | Votants           | Votants        | 10 432       | 62,07        | 10 720      | 63,78       |
| Blancs et nuls | Blancs et nuls    | Blancs et nuls | 342          | 3,28         | 748         | 6,98        |
| Exprimés       | Exprimés          | Exprimés       | 10 090       | 96,72        | 9 972       | 93,02       |

*sortant

### Canton de Calais-Centre
| Candidats      | Candidats                | Étiquette      | Premier tour | Premier tour | Second tour | Second tour |
| Candidats      | Candidats                | Étiquette      | Voix         | %            | Voix        | %           |
| -------------- | ------------------------ | -------------- | ------------ | ------------ | ----------- | ----------- |
|                | Claude Demassieux        | UMP            | 2 782        | 27,05        | 4 184       | 40,18       |
|                | Philippe Vasseur*        | PS             | 2 635        | 25,62        | 6 228       | 59,82       |
|                | Chantal Bojanek          | FN             | 1 695        | 16,48        |             |             |
|                | Jean-Claude Vanzavelberg | PCF            | 1 488        | 14,47        |             |             |
|                | Valerie Robilliard       | Verts          | 838          | 8,15         |             |             |
|                | Roger Van Eeckhout       | EXG            | 701          | 6,82         |             |             |
|                | Vincent Rzechtalski      | DVD            | 146          | 1,42         |             |             |
|                |                          |                |              |              |             |             |
| Inscrits       | Inscrits                 | Inscrits       | 19 722       | 100,00       | 19 722      | 100,00      |
| Abstention     | Abstention               | Abstention     | 8 898        | 45,12        | 8 358       | 42,38       |
| Votants        | Votants                  | Votants        | 10 824       | 54,88        | 11 364      | 57,62       |
| Blancs et nuls | Blancs et nuls           | Blancs et nuls | 539          | 4,98         | 952         | 8,38        |
| Exprimés       | Exprimés                 | Exprimés       | 10 285       | 95,02        | 10 412      | 91,62       |

*sortant

### Canton de Calais-Est
| Candidats      | Candidats            | Étiquette      | Premier tour | Premier tour | Second tour | Second tour |
| Candidats      | Candidats            | Étiquette      | Voix         | %            | Voix        | %           |
| -------------- | -------------------- | -------------- | ------------ | ------------ | ----------- | ----------- |
|                | Serge Péron*         | PS             | 2 989        | 33,72        | 6 362       | 100,00      |
|                | Patrick Allemand     | PCF            | 1 874        | 21,14        | Retrait     | Retrait     |
|                | Jean Guerlet         | UMP            | 1 455        | 16,41        |             |             |
|                | Jean-Marie Capdevila | FN             | 1 342        | 15,14        |             |             |
|                | Jacques Goubelle     | Verts          | 682          | 7,69         |             |             |
|                | Françoise Millot     | EXG            | 522          | 5,89         |             |             |
|                |                      |                |              |              |             |             |
| Inscrits       | Inscrits             | Inscrits       | 16 377       | 100,00       | 16 377      | 100,00      |
| Abstention     | Abstention           | Abstention     | 7 060        | 43,11        | 7 274       | 44,42       |
| Votants        | Votants              | Votants        | 9 317        | 56,89        | 9 103       | 55,58       |
| Blancs et nuls | Blancs et nuls       | Blancs et nuls | 453          | 4,86         | 2 741       | 30,11       |
| Exprimés       | Exprimés             | Exprimés       | 8 864        | 95,14        | 6 362       | 69,89       |

*sortant

### Canton de Calais-Nord-Ouest
| Candidats      | Candidats           | Étiquette      | Premier tour | Premier tour | Second tour | Second tour |
| Candidats      | Candidats           | Étiquette      | Voix         | %            | Voix        | %           |
| -------------- | ------------------- | -------------- | ------------ | ------------ | ----------- | ----------- |
|                | André Ségard        | PS             | 3 110        | 29,57        | 6 980       | 65,86       |
|                | Arnaud Leclair      | UDF            | 2 218        | 21,09        | 3 619       | 34,14       |
|                | Gisèle Cocquerelle* | PCF            | 2 066        | 19,64        | Retrait     | Retrait     |
|                | Philippe Devin      | FN             | 1 546        | 14,70        |             |             |
|                | Stephen Bones       | Verts          | 706          | 6,71         |             |             |
|                | Christian Lecoustre | EXG            | 559          | 5,31         |             |             |
|                | Michel Lenglin      | DVG            | 314          | 2,99         |             |             |
|                |                     |                |              |              |             |             |
| Inscrits       | Inscrits            | Inscrits       | 18 926       | 100,00       | 18 926      | 100,00      |
| Abstention     | Abstention          | Abstention     | 7 888        | 41,68        | 7 506       | 39,66       |
| Votants        | Votants             | Votants        | 11 038       | 58,32        | 11 420      | 60,34       |
| Blancs et nuls | Blancs et nuls      | Blancs et nuls | 519          | 4,70         | 821         | 7,19        |
| Exprimés       | Exprimés            | Exprimés       | 10 519       | 95,30        | 10 599      | 92,81       |

*sortant

### Canton de Calais-Sud-Est
| Candidats      | Candidats              | Étiquette      | Premier tour | Premier tour | Second tour | Second tour |
| Candidats      | Candidats              | Étiquette      | Voix         | %            | Voix        | %           |
| -------------- | ---------------------- | -------------- | ------------ | ------------ | ----------- | ----------- |
|                | Marcel Levaillant*     | PCF            | 2 117        | 31,00        | 4 859       | 100,00      |
|                | Patrick Leblanc        | PS             | 1 626        | 23,81        | Retrait     | Retrait     |
|                | François Dubout        | FN             | 1 338        | 19,59        |             |             |
|                | Alexandre Van Kerkhove | UMP            | 645          | 9,44         |             |             |
|                | Dominique Wailly       | EXG            | 574          | 8,40         |             |             |
|                | Francis Gest           | Verts          | 530          | 7,76         |             |             |
|                |                        |                |              |              |             |             |
| Inscrits       | Inscrits               | Inscrits       | 14 249       | 100,00       | 14 249      | 100,00      |
| Abstention     | Abstention             | Abstention     | 7 018        | 49,25        | 7 041       | 49,41       |
| Votants        | Votants                | Votants        | 7 231        | 50,75        | 7 208       | 50,59       |
| Blancs et nuls | Blancs et nuls         | Blancs et nuls | 401          | 5,55         | 2 349       | 32,59       |
| Exprimés       | Exprimés               | Exprimés       | 6 830        | 94,45        | 4 859       | 67,41       |

*sortant

### Canton de Cambrin
| Candidats      | Candidats         | Étiquette      | Premier tour | Premier tour | Second tour | Second tour |
| Candidats      | Candidats         | Étiquette      | Voix         | %            | Voix        | %           |
| -------------- | ----------------- | -------------- | ------------ | ------------ | ----------- | ----------- |
|                | Odette Duriez     | PS             | 2 257        | 24,43        | 6 140       | 70,88       |
|                | Jean-Marc Déalet* | PCF            | 2 156        | 23,33        | Retrait     | Retrait     |
|                | Freddy Baudrin    | FN             | 1 437        | 15,55        | 2 522       | 29,12       |
|                | Léon Copin        | PS             | 1 389        | 15,03        |             |             |
|                | Guy Warein        | UDF            | 1 031        | 11,16        |             |             |
|                | Hervé Rubin       | Verts          | 548          | 5,93         |             |             |
|                | Pierre Tomczak    | EXG            | 422          | 4,57         |             |             |
|                |                   |                |              |              |             |             |
| Inscrits       | Inscrits          | Inscrits       | 13 967       | 100,00       | 13 967      | 100,00      |
| Abstention     | Abstention        | Abstention     | 4 281        | 30,65        | 4 419       | 31,64       |
| Votants        | Votants           | Votants        | 9 686        | 69,35        | 9 548       | 68,36       |
| Blancs et nuls | Blancs et nuls    | Blancs et nuls | 446          | 4,60         | 886         | 9,28        |
| Exprimés       | Exprimés          | Exprimés       | 9 240        | 95,40        | 8 662       | 90,72       |

*sortant

### Canton de Campagne-lès-Hesdin
| Candidats      | Candidats          | Étiquette      | Premier tour | Premier tour | Second tour | Second tour |
| Candidats      | Candidats          | Étiquette      | Voix         | %            | Voix        | %           |
| -------------- | ------------------ | -------------- | ------------ | ------------ | ----------- | ----------- |
|                | Ghislain Tétard*   | UMP            | 2 382        | 40,28        | 3 275       | 50,76       |
|                | Joël Pentier       | PS             | 1 689        | 28,56        | 3 177       | 49,24       |
|                | Jean Lecomte       | PCF            | 919          | 15,54        |             |             |
|                | Laurent Delevallet | FN             | 410          | 6,93         |             |             |
|                | Alain Valadon      | DVG            | 349          | 5,90         |             |             |
|                | Marie Lesieur      | EXG            | 164          | 2,77         |             |             |
|                |                    |                |              |              |             |             |
| Inscrits       | Inscrits           | Inscrits       | 8 146        | 100,00       | 8 146       | 100,00      |
| Abstention     | Abstention         | Abstention     | 1 837        | 22,55        | 1 304       | 16,01       |
| Votants        | Votants            | Votants        | 6 309        | 77,45        | 6 842       | 83,99       |
| Blancs et nuls | Blancs et nuls     | Blancs et nuls | 396          | 6,28         | 390         | 5,70        |
| Exprimés       | Exprimés           | Exprimés       | 5 913        | 93,72        | 6 452       | 94,30       |

*sortant

### Canton de Carvin
| Candidats      | Candidats         | Étiquette      | Premier tour | Premier tour | Second tour | Second tour |
| Candidats      | Candidats         | Étiquette      | Voix         | %            | Voix        | %           |
| -------------- | ----------------- | -------------- | ------------ | ------------ | ----------- | ----------- |
|                | Daniel Maciejasz  | PS             | 4 029        | 37,92        | 7 237       | 72,15       |
|                | Odette Dauchet*   | PCF            | 3 140        | 29,55        | Retrait     | Retrait     |
|                | Éric Iorio        | FN             | 1 705        | 16,05        | 2 793       | 27,85       |
|                | Bernard Splingart | UMP            | 883          | 8,31         |             |             |
|                | Bruno Wilk        | Verts          | 565          | 5,32         |             |             |
|                | Voltaire Ruchot   | EXG            | 304          | 2,86         |             |             |
|                |                   |                |              |              |             |             |
| Inscrits       | Inscrits          | Inscrits       | 16 873       | 100,00       | 16 872      | 100,00      |
| Abstention     | Abstention        | Abstention     | 5 899        | 34,96        | 5 967       | 35,37       |
| Votants        | Votants           | Votants        | 10 974       | 65,04        | 10 905      | 64,63       |
| Blancs et nuls | Blancs et nuls    | Blancs et nuls | 348          | 3,17         | 875         | 8,02        |
| Exprimés       | Exprimés          | Exprimés       | 10 626       | 96,83        | 10 030      | 91,98       |

*sortant

### Canton de Dainville
| Candidats      | Candidats            | Étiquette      | Premier tour | Premier tour | Second tour | Second tour |
| Candidats      | Candidats            | Étiquette      | Voix         | %            | Voix        | %           |
| -------------- | -------------------- | -------------- | ------------ | ------------ | ----------- | ----------- |
|                | Françoise Rossignol* | PS             | 4 557        | 47,25        | 6 144       | 63,39       |
|                | Daniel Damart        | UMP            | 2 593        | 26,89        | 3 548       | 36,61       |
|                | Fabrice Singier      | FN             | 1 033        | 10,71        |             |             |
|                | Thierry Matezak      | Verts          | 716          | 7,42         |             |             |
|                | Éric Triquet         | EXG            | 288          | 2,99         |             |             |
|                | Michel Facon         | PCF            | 240          | 2,49         |             |             |
|                | Dominique Guffroy    | EXG            | 217          | 2,25         |             |             |
|                |                      |                |              |              |             |             |
| Inscrits       | Inscrits             | Inscrits       | 14 007       | 100,00       | 14 007      | 100,00      |
| Abstention     | Abstention           | Abstention     | 3 956        | 28,24        | 3 780       | 26,99       |
| Votants        | Votants              | Votants        | 10 051       | 71,76        | 10 227      | 73,01       |
| Blancs et nuls | Blancs et nuls       | Blancs et nuls | 407          | 4,05         | 535         | 5,23        |
| Exprimés       | Exprimés             | Exprimés       | 9 644        | 95,95        | 9 692       | 94,77       |

*sortant

### Canton de Desvres
| Candidats      | Candidats            | Étiquette      | Premier tour | Premier tour | Second tour | Second tour |
| Candidats      | Candidats            | Étiquette      | Voix         | %            | Voix        | %           |
| -------------- | -------------------- | -------------- | ------------ | ------------ | ----------- | ----------- |
|                | Claude Prudhomme     | PS             | 2 579        | 33,15        | 4 280       | 52,96       |
|                | Brigitte de Prémont* | UMP            | 2 552        | 32,81        | 3 802       | 47,04       |
|                | Stephan Hazebart     | FN             | 794          | 10,21        |             |             |
|                | Jean-Michel Gugelot  | PCF            | 712          | 9,15         |             |             |
|                | Jean-Luc Marcotte    | DVD            | 570          | 7,33         |             |             |
|                | Max Papyle           | Verts          | 306          | 3,93         |             |             |
|                | Alexandre Brondel    | EXG            | 266          | 3,42         |             |             |
|                |                      |                |              |              |             |             |
| Inscrits       | Inscrits             | Inscrits       | 11 001       | 100,00       | 11 008      | 100,00      |
| Abstention     | Abstention           | Abstention     | 2 770        | 25,18        | 2 392       | 21,73       |
| Votants        | Votants              | Votants        | 8 231        | 74,82        | 8 616       | 78,27       |
| Blancs et nuls | Blancs et nuls       | Blancs et nuls | 452          | 5,49         | 534         | 6,20        |
| Exprimés       | Exprimés             | Exprimés       | 7 779        | 94,51        | 8 082       | 93,80       |

*sortant

### Canton de Douvrin
| Candidats      | Candidats               | Étiquette      | Premier tour | Premier tour | Second tour | Second tour |
| Candidats      | Candidats               | Étiquette      | Voix         | %            | Voix        | %           |
| -------------- | ----------------------- | -------------- | ------------ | ------------ | ----------- | ----------- |
|                | Fabien Pruvot           | PS             | 3 574        | 40,09        | 6 002       | 69,46       |
|                | Patrick Bailleul        | FN             | 1 790        | 20,08        | 2 639       | 30,54       |
|                | Yolande Hoyez Decaillon | PCF            | 1 380        | 15,48        |             |             |
|                | Myriam Wonterghem       | UMP            | 928          | 10,41        |             |             |
|                | Régis Lecœuche          | Verts          | 660          | 7,40         |             |             |
|                | Régis Scheenaerts       | EXG            | 584          | 6,55         |             |             |
|                |                         |                |              |              |             |             |
| Inscrits       | Inscrits                | Inscrits       | 14 308       | 100,00       | 14 308      | 100,00      |
| Abstention     | Abstention              | Abstention     | 4 848        | 33,88        | 4 890       | 34,18       |
| Votants        | Votants                 | Votants        | 9 460        | 66,12        | 9 418       | 65,82       |
| Blancs et nuls | Blancs et nuls          | Blancs et nuls | 544          | 5,75         | 777         | 8,25        |
| Exprimés       | Exprimés                | Exprimés       | 8 916        | 94,25        | 8 641       | 91,75       |

### Canton d'Étaples
| Candidats      | Candidats            | Étiquette      | Premier tour | Premier tour | Second tour | Second tour |
| Candidats      | Candidats            | Étiquette      | Voix         | %            | Voix        | %           |
| -------------- | -------------------- | -------------- | ------------ | ------------ | ----------- | ----------- |
|                | Lucile Bigot*        | UDF            | 3 058        | 37,30        | 4 503       | 53,86       |
|                | Jean-Bernard Cyffers | PS             | 1 887        | 23,02        | 3 858       | 46,14       |
|                | Isabelle Leroy       | FN             | 1 039        | 12,67        |             |             |
|                | Pascal Thiebaux      | PCF            | 970          | 11,83        |             |             |
|                | Jean-Pierre Lamour   | DVD            | 813          | 9,92         |             |             |
|                | Grégory Deschamps    | EXG            | 431          | 5,26         |             |             |
|                |                      |                |              |              |             |             |
| Inscrits       | Inscrits             | Inscrits       | 14 575       | 100,00       | 14 575      | 100,00      |
| Abstention     | Abstention           | Abstention     | 5 926        | 40,66        | 5 654       | 38,79       |
| Votants        | Votants              | Votants        | 8 649        | 59,34        | 8 921       | 61,21       |
| Blancs et nuls | Blancs et nuls       | Blancs et nuls | 451          | 5,21         | 560         | 6,28        |
| Exprimés       | Exprimés             | Exprimés       | 8 198        | 94,79        | 8 361       | 93,72       |

*sortant

### Canton de Fauquembergues
| Candidats      | Candidats            | Étiquette      | Premier tour | Premier tour |
| Candidats      | Candidats            | Étiquette      | Voix         | %            |
| -------------- | -------------------- | -------------- | ------------ | ------------ |
|                | Alain Mequignon*     | PS             | 3 105        | 63,88        |
|                | Francis Deneuveglise | SE             | 864          | 17,77        |
|                | Alexandro Beaugrand  | FN             | 684          | 14,07        |
|                | Jacky Desquirez      | EXG            | 162          | 3,33         |
|                | André Deteve         | PCF            | 46           | 0,95         |
|                |                      |                |              |              |
| Inscrits       | Inscrits             | Inscrits       | 6 997        | 100,00       |
| Abstention     | Abstention           | Abstention     | 1 678        | 23,98        |
| Votants        | Votants              | Votants        | 5 319        | 76,02        |
| Blancs et nuls | Blancs et nuls       | Blancs et nuls | 458          | 8,61         |
| Exprimés       | Exprimés             | Exprimés       | 4 861        | 91,39        |

*sortant

### Canton de Houdain
| Candidats      | Candidats             | Étiquette      | Premier tour | Premier tour | Second tour | Second tour |
| Candidats      | Candidats             | Étiquette      | Voix         | %            | Voix        | %           |
| -------------- | --------------------- | -------------- | ------------ | ------------ | ----------- | ----------- |
|                | Alain Wacheux         | PS             | 3 536        | 38,35        | 6 652       | 100,00      |
|                | Daniel Dewalle        | PCF            | 2 249        | 24,39        | Retrait     | Retrait     |
|                | Jean-Louis Mastain    | UMP            | 1 307        | 14,18        |             |             |
|                | Pierre Coolzaet       | FN             | 1 204        | 13,06        |             |             |
|                | Marie-José Cuvilliers | Verts          | 514          | 5,57         |             |             |
|                | Raymond Huddlestone   | EXG            | 410          | 4,45         |             |             |
|                |                       |                |              |              |             |             |
| Inscrits       | Inscrits              | Inscrits       | 15 077       | 100,00       | 15 084      | 100,00      |
| Abstention     | Abstention            | Abstention     | 5 371        | 35,62        | 5 870       | 38,92       |
| Votants        | Votants               | Votants        | 9 706        | 64,38        | 9 214       | 61,08       |
| Blancs et nuls | Blancs et nuls        | Blancs et nuls | 486          | 5,01         | 2 562       | 27,81       |
| Exprimés       | Exprimés              | Exprimés       | 9 220        | 94,99        | 6 652       | 72,19       |

### Canton de Lens-Nord-Est
| Candidats      | Candidats               | Étiquette      | Premier tour | Premier tour | Second tour | Second tour |
| Candidats      | Candidats               | Étiquette      | Voix         | %            | Voix        | %           |
| -------------- | ----------------------- | -------------- | ------------ | ------------ | ----------- | ----------- |
|                | Marie-Paule Ledent      | PS             | 3 325        | 36,09        | 6 148       | 67,26       |
|                | Marie-Paule Darchicourt | FN             | 2 193        | 23,80        | 2 993       | 32,74       |
|                | Michel Obert            | PCF            | 1 378        | 14,96        |             |             |
|                | Yann Wonterghem         | UMP            | 758          | 8,23         |             |             |
|                | Naceira Vincent         | Verts          | 540          | 5,86         |             |             |
|                | Omar Bouyerden          | EXG            | 521          | 5,66         |             |             |
|                | Annie Saint Arnoult     | ECO            | 329          | 3,57         |             |             |
|                | Patrick Paradowski      | PRG            | 169          | 1,83         |             |             |
|                |                         |                |              |              |             |             |
| Inscrits       | Inscrits                | Inscrits       | 16 146       | 100,00       | 16 153      | 100,00      |
| Abstention     | Abstention              | Abstention     | 6 441        | 39,89        | 6 320       | 39,13       |
| Votants        | Votants                 | Votants        | 9 705        | 60,11        | 9 833       | 60,87       |
| Blancs et nuls | Blancs et nuls          | Blancs et nuls | 492          | 5,07         | 692         | 7,04        |
| Exprimés       | Exprimés                | Exprimés       | 9 213        | 94,93        | 9 141       | 92,96       |

### Canton de Liévin-Sud
| Candidats      | Candidats          | Étiquette      | Premier tour | Premier tour | Second tour | Second tour |
| Candidats      | Candidats          | Étiquette      | Voix         | %            | Voix        | %           |
| -------------- | ------------------ | -------------- | ------------ | ------------ | ----------- | ----------- |
|                | Laurent Duporge    | PS             | 5 165        | 46,65        | 8 797       | 100,00      |
|                | Maryse Coupin      | PCF            | 1 834        | 16,57        | Retrait     | Retrait     |
|                | Louis Lecœuvre     | FN             | 1 687        | 15,24        |             |             |
|                | Michel Eyzop       | UMP            | 888          | 8,02         |             |             |
|                | Daniel Ludwikowski | Verts          | 850          | 7,68         |             |             |
|                | Claude Duflos      | EXG            | 647          | 5,84         |             |             |
|                |                    |                |              |              |             |             |
| Inscrits       | Inscrits           | Inscrits       | 18 212       | 100,00       | 18 214      | 100,00      |
| Abstention     | Abstention         | Abstention     | 6 586        | 36,16        | 6 913       | 37,95       |
| Votants        | Votants            | Votants        | 11 626       | 63,84        | 11 301      | 62,05       |
| Blancs et nuls | Blancs et nuls     | Blancs et nuls | 555          | 4,77         | 2 504       | 22,16       |
| Exprimés       | Exprimés           | Exprimés       | 11 071       | 95,23        | 8 797       | 77,84       |

### Canton de Lillers
| Candidats      | Candidats        | Étiquette      | Premier tour | Premier tour | Second tour | Second tour |
| Candidats      | Candidats        | Étiquette      | Voix         | %            | Voix        | %           |
| -------------- | ---------------- | -------------- | ------------ | ------------ | ----------- | ----------- |
|                | Lucien Andries*  | PCF            | 3 501        | 30,92        | 6 749       | 60,32       |
|                | Francis Ternoy   | UMP            | 2 556        | 22,58        | 4 439       | 39,68       |
|                | Monique Leclercq | PS             | 2 339        | 20,66        | Retrait     | Retrait     |
|                | Jean-Paul Naze   | FN             | 1 474        | 13,02        |             |             |
|                | Denis Bart       | EXG            | 814          | 7,19         |             |             |
|                | Danièle Mullet   | Verts          | 637          | 5,63         |             |             |
|                |                  |                |              |              |             |             |
| Inscrits       | Inscrits         | Inscrits       | 16 777       | 100,00       | 16 777      | 100,00      |
| Abstention     | Abstention       | Abstention     | 4 749        | 28,31        | 4 441       | 26,47       |
| Votants        | Votants          | Votants        | 12 028       | 71,69        | 12 336      | 73,53       |
| Blancs et nuls | Blancs et nuls   | Blancs et nuls | 707          | 5,88         | 1 148       | 9,31        |
| Exprimés       | Exprimés         | Exprimés       | 11 321       | 94,12        | 11 188      | 90,69       |

*sortant

### Canton de Montigny-en-Gohelle
| Candidats      | Candidats            | Étiquette      | Premier tour | Premier tour | Second tour | Second tour |
| Candidats      | Candidats            | Étiquette      | Voix         | %            | Voix        | %           |
| -------------- | -------------------- | -------------- | ------------ | ------------ | ----------- | ----------- |
|                | Jean-Marie Picque*   | PS             | 3 599        | 44,15        | 5 526       | 68,41       |
|                | Steeve Briois        | FN             | 2 086        | 25,59        | 2 552       | 31,59       |
|                | Edmond Bruneel       | PCF            | 776          | 9,52         |             |             |
|                | Jean-Marie Rousselle | UMP            | 579          | 7,10         |             |             |
|                | Jean-Marc Bureau     | Verts          | 381          | 4,67         |             |             |
|                | Jean Lorente         | EXG            | 346          | 4,24         |             |             |
|                | Philippe Martel      | ECO            | 286          | 3,51         |             |             |
|                | Mohamed Benhammou    | SE             | 99           | 1,21         |             |             |
|                |                      |                |              |              |             |             |
| Inscrits       | Inscrits             | Inscrits       | 14 156       | 100,00       | 14 159      | 100,00      |
| Abstention     | Abstention           | Abstention     | 5 680        | 40,12        | 5 569       | 39,33       |
| Votants        | Votants              | Votants        | 8 476        | 59,88        | 8 590       | 60,67       |
| Blancs et nuls | Blancs et nuls       | Blancs et nuls | 324          | 3,82         | 512         | 5,96        |
| Exprimés       | Exprimés             | Exprimés       | 8 152        | 96,18        | 8 078       | 94,04       |

*sortant

### Canton du Parcq
| Candidats      | Candidats          | Étiquette      | Premier tour | Premier tour | Second tour | Second tour |
| Candidats      | Candidats          | Étiquette      | Voix         | %            | Voix        | %           |
| -------------- | ------------------ | -------------- | ------------ | ------------ | ----------- | ----------- |
|                | Jean-Claude Darque | DVD            | 1 425        | 35,00        | 2 160       | 52,01       |
|                | Louis Magère       | DVG            | 935          | 22,96        | 1 993       | 47,99       |
|                | Claude Regniez     | PS             | 758          | 18,61        | Retrait     | Retrait     |
|                | Jean-Luc Leopoldi  | FN             | 406          | 9,97         |             |             |
|                | Jim Dourlens       | DVD            | 256          | 6,29         |             |             |
|                | Raymond Merlin     | EXG            | 202          | 4,96         |             |             |
|                | Jean-Luc Degremont | PCF            | 90           | 2,21         |             |             |
|                |                    |                |              |              |             |             |
| Inscrits       | Inscrits           | Inscrits       | 5 960        | 100,00       | 5 960       | 100,00      |
| Abstention     | Abstention         | Abstention     | 1 648        | 27,65        | 1 464       | 24,56       |
| Votants        | Votants            | Votants        | 4 312        | 72,35        | 4 496       | 75,44       |
| Blancs et nuls | Blancs et nuls     | Blancs et nuls | 240          | 5,57         | 343         | 7,63        |
| Exprimés       | Exprimés           | Exprimés       | 4 072        | 94,43        | 4 153       | 92,37       |

### Canton du Portel
| Candidats      | Candidats          | Étiquette      | Premier tour | Premier tour | Second tour | Second tour |
| Candidats      | Candidats          | Étiquette      | Voix         | %            | Voix        | %           |
| -------------- | ------------------ | -------------- | ------------ | ------------ | ----------- | ----------- |
|                | Frédéric Cuvillier | PS             | 3 149        | 40,48        | 4 746       | 58,59       |
|                | Laurent Feutry*    | UDF            | 2 530        | 32,52        | 3 355       | 41,41       |
|                | Monique Sgard      | FN             | 748          | 9,62         |             |             |
|                | Florent Lepercq    | PCF            | 632          | 8,12         |             |             |
|                | Pierre Coppin      | Verts          | 296          | 3,81         |             |             |
|                | Patrick Dedelot    | EXG            | 268          | 3,45         |             |             |
|                | Guy Mansuy         | DVD            | 156          | 2,01         |             |             |
|                |                    |                |              |              |             |             |
| Inscrits       | Inscrits           | Inscrits       | 13 166       | 100,00       | 13 166      | 100,00      |
| Abstention     | Abstention         | Abstention     | 5 142        | 39,06        | 4 732       | 35,94       |
| Votants        | Votants            | Votants        | 8 024        | 60,94        | 8 434       | 64,06       |
| Blancs et nuls | Blancs et nuls     | Blancs et nuls | 245          | 3,05         | 333         | 3,95        |
| Exprimés       | Exprimés           | Exprimés       | 7 779        | 96,95        | 8 101       | 96,05       |

*sortant

### Canton de Rouvroy
| Candidats      | Candidats            | Étiquette      | Premier tour | Premier tour |
| Candidats      | Candidats            | Étiquette      | Voix         | %            |
| -------------- | -------------------- | -------------- | ------------ | ------------ |
|                | Dominique Watrin*    | PCF            | 4 301        | 50,15        |
|                | Jean-Jacques Herbaux | FN             | 1 842        | 21,48        |
|                | Samia Gaci           | PS             | 973          | 11,35        |
|                | Daniel Sauty         | UDF            | 835          | 9,74         |
|                | Dominique Guidon     | EXG            | 625          | 7,29         |
|                |                      |                |              |              |
| Inscrits       | Inscrits             | Inscrits       | 14 410       | 100,00       |
| Abstention     | Abstention           | Abstention     | 5 420        | 37,61        |
| Votants        | Votants              | Votants        | 8 990        | 62,39        |
| Blancs et nuls | Blancs et nuls       | Blancs et nuls | 414          | 4,61         |
| Exprimés       | Exprimés             | Exprimés       | 8 576        | 95,39        |

*sortant

### Canton de Saint-Pol-sur-Ternoise
| Candidats      | Candidats      | Étiquette      | Premier tour | Premier tour | Second tour | Second tour |
| Candidats      | Candidats      | Étiquette      | Voix         | %            | Voix        | %           |
| -------------- | -------------- | -------------- | ------------ | ------------ | ----------- | ----------- |
|                | Maurice Louf   | PS             | 2 953        | 39,37        | 4 149       | 54,38       |
|                | Marc Bridoux   | UMP            | 2 704        | 36,05        | 3 481       | 45,62       |
|                | David Bayard   | FN             | 928          | 12,37        |             |             |
|                | Raymond Machen | PCF            | 559          | 7,45         |             |             |
|                | Joël Gatrat    | EXG            | 356          | 4,75         |             |             |
|                |                |                |              |              |             |             |
| Inscrits       | Inscrits       | Inscrits       | 11 197       | 100,00       | 11 196      | 100,00      |
| Abstention     | Abstention     | Abstention     | 3 103        | 27,71        | 2 892       | 25,83       |
| Votants        | Votants        | Votants        | 8 094        | 72,29        | 8 304       | 74,17       |
| Blancs et nuls | Blancs et nuls | Blancs et nuls | 594          | 7,34         | 674         | 8,12        |
| Exprimés       | Exprimés       | Exprimés       | 7 500        | 92,66        | 7 630       | 91,88       |

### Canton de Vimy
| Candidats      | Candidats          | Étiquette      | Premier tour | Premier tour | Second tour | Second tour |
| Candidats      | Candidats          | Étiquette      | Voix         | %            | Voix        | %           |
| -------------- | ------------------ | -------------- | ------------ | ------------ | ----------- | ----------- |
|                | Lionel Lancry*     | UMP            | 4 767        | 39,42        | 6 383       | 52,58       |
|                | Robert Mieloch     | PS             | 3 430        | 28,36        | 5 757       | 47,42       |
|                | Dominique Bourlard | FN             | 1 751        | 14,48        |             |             |
|                | Yves Hilbig        | Verts          | 1 044        | 8,63         |             |             |
|                | Danièle Carin      | PCF            | 553          | 4,57         |             |             |
|                | Juliana Duflos     | EXG            | 548          | 4,53         |             |             |
|                |                    |                |              |              |             |             |
| Inscrits       | Inscrits           | Inscrits       | 17 611       | 100,00       | 17 611      | 100,00      |
| Abstention     | Abstention         | Abstention     | 4 966        | 28,20        | 4 630       | 26,29       |
| Votants        | Votants            | Votants        | 12 645       | 71,80        | 12 981      | 73,71       |
| Blancs et nuls | Blancs et nuls     | Blancs et nuls | 552          | 4,37         | 841         | 6,48        |
| Exprimés       | Exprimés           | Exprimés       | 12 093       | 95,63        | 12 140      | 93,52       |

*sortant

### Canton de Vitry-en-Artois
| Candidats      | Candidats           | Étiquette      | Premier tour | Premier tour | Second tour | Second tour |
| Candidats      | Candidats           | Étiquette      | Voix         | %            | Voix        | %           |
| -------------- | ------------------- | -------------- | ------------ | ------------ | ----------- | ----------- |
|                | Martial Stienne*    | PCF            | 5 094        | 37,62        | 10 054      | 100,00      |
|                | Jean-Pierre Hecquet | PS             | 3 283        | 24,24        | Retrait     | Retrait     |
|                | Dominique Denghin   | FN             | 1 962        | 14,49        |             |             |
|                | Jean-Claude Bernaux | UMP            | 1 749        | 12,92        |             |             |
|                | Nicolas Romain      | Verts          | 762          | 5,63         |             |             |
|                | Catherine Adamus    | EXG            | 691          | 5,10         |             |             |
|                |                     |                |              |              |             |             |
| Inscrits       | Inscrits            | Inscrits       | 20 861       | 100,00       | 20 862      | 100,00      |
| Abstention     | Abstention          | Abstention     | 6 710        | 32,17        | 7 043       | 33,76       |
| Votants        | Votants             | Votants        | 14 151       | 67,83        | 13 819      | 66,24       |
| Blancs et nuls | Blancs et nuls      | Blancs et nuls | 610          | 4,31         | 3 765       | 27,25       |
| Exprimés       | Exprimés            | Exprimés       | 13 541       | 95,69        | 10 054      | 72,75       |

*sortant